# カンボジア王国 (1954年-1970年)

カンボジア王国
ព្រះរាជាណាចក្រកម្ពុជា (クメール語)
Royaume du Cambodge (フランス語)

国歌: បទនគររាជ（クメール語）
王国
カンボジアの位置

カンボジア王国（カンボジアおうこく）は、かつてカンボジアに存在した国家である。1970年にこのカンボジア王国が倒れてから勃発したカンボジア内戦を経て、1993年に誕生した現在の「カンボジア王国」についてはカンボジアを参照。

## 概要
フランス領インドシナの一部として、長らくフランスの植民地支配を受けていたカンボジアは、大日本帝国の明号作戦に乗じて1945年3月12日に独立を宣言した。日本の敗戦によって戦後は再びフランスの保護国となるが、1947年には憲法を公布するなど独立運動は継続された。1949年にはフランス連合内での自治権を獲得し、1953年に独立を達成した。翌1954年に正式にカンボジア王国が成立し、初代国王としてノロドム・シハヌークが即位した。
独立運動の中心的人物であり、「独立の父」として尊敬を集めた国王シハヌークは、翌年には王位を父のノロドム・スラマリットに譲り、総選挙に向けてサンクム（人民社会主義共同体）を結成し圧勝し、自ら首相兼外相に就任した。立憲君主制においては国王の行動にさまざまな制約があるため、精力的な政治活動を志向するシハヌークに王位は不要だったのである。更に1960年にスラマリットが死去すると、シハヌークは新たな官職「国家元首」を創設し、自らこれに就任した。ただし王位は空位とされ、名目上の王制が継続された。当時のシハヌークを日本の報道が「シアヌーク殿下」という曖昧な表現にしていたのはこのためである。
1965年5月、ベトナム戦争が本格化すると、シハヌークの治めるカンボジアは北ベトナムを支持、南ベトナムを支援するアメリカ合衆国と断交した。1968年にアメリカ空軍による北爆がはじまるとカンボジアも空爆を受けるようになり、国内情勢は切迫した。この様な中で時には親米の態度を取るなど対外的には姿勢が定まらず、シハヌークと対立する勢力は時に登用され別の時には弾圧されるなど国内に於いては独裁的な体制を敷いた。このため汚職や政治的な不満が絶えず、1970年に外遊中のシハヌークの留守中ロン・ノル首相が主導する格好で国会がシハヌークの元首解任を議決した。名目上は存続していた王制を廃止し、同年10月9日にはクメール共和国の樹立を宣言した。

## 経済

### 林業
森林のほとんどは国有林で、農務省の下部組織である「水と森林、狩猟庁」、さらに下部の「営林局」、「営林署」により管理された。森林の管理手法は、周辺国（北ベトナムを除く）と同様に仏印時代の手法が踏襲されている。森林は永久林地と自由林に分けられ、自由林は林力回復までの予備林的な存在であるとともに農業転用地にもなった。